# Remungol
Ne doit pas être confondu avec Moustoir-Remungol ou Rumengol.
Remungol [ʁəmœ̃gɔl] est une ancienne commune française située dans le département du Morbihan, en région Bretagne, devenue, le 1er janvier 2016, une commune déléguée de la commune nouvelle d'Évellys.

## Géographie

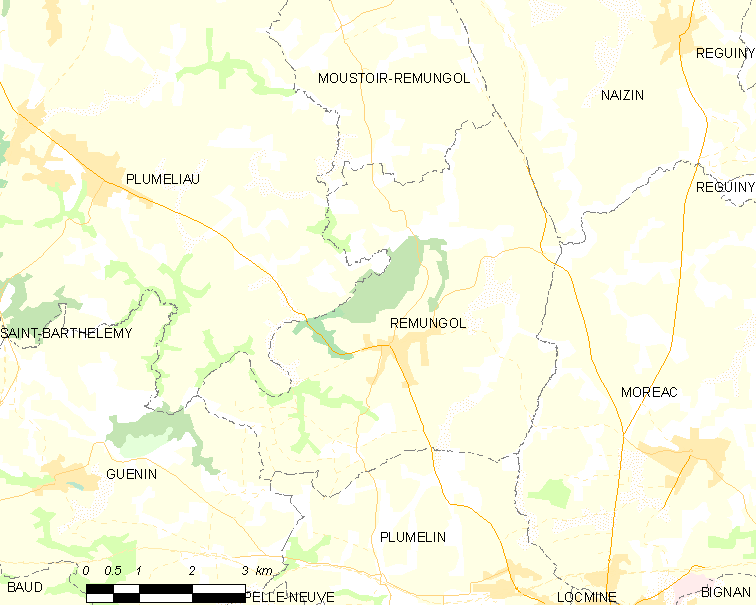
Carte de l'ancienne commune de Remungol et des communes avoisinantes.

L'ancienne commune de Remungol possède un relief assez bosselé, l'altitude la plus élevée (125 mètres) se trouvant à la limite sud du finage communal, au sud de Lann Gonifec ; l'altitude approche aussi 110 mètres dans la partie sud-est de cette ancienne commune, aux alentours des hameaux de Kermadec et Kerogard ; au nord-ouest du finage, le Bois de Kergroix atteint 103 mètres (l'altitude atteint même 107 mètres à proximité de ce bois, aa lieu-dit Corn er Houët, juste au nord du bourg) et domine d'une cinquantaine de mètres la vallée de l'Ével par un versant en pente forte ; la butte d'Er Hastel a servi de site à un camp retranché ; l'altitude la plus basse se trouve dans la vallée de l'Ével, là où ce cours d'eau affluent de rive gauche du Blavet, quitte le territoire communal à son extrême ouest. Le bourg, en position assez centrale au sein du finage, est vers une centaine de mètres d'alttude.
Le réseau hydrographique est constotué par l'Ével, qui coule est-ouest dans sa traversée de la partie nord du territoire communal, avant que son cours ne s'oriente du nord-est vers le sud-ouest plus en aval, là où cette rivière sert de limite communale avec Pluméliau et forme alors des méandres très accentués, par exemple au niveau de Pont-Saint-Claude. Plusieurs affluents de l'Ével longent ou traversent la commune : à l'est le Ruisseau du Moulin du Fou forme la limite avec Moréac avant de confluer avec le Ruisseau du Moulin du Breuil qui traverse la partie sud-orientale du finage ; coulant vers le nord, ce ruisseau, plus en aval, alimente l'étang de Kergroix avant de confluer en rive gauche avec l'Ével. Au nord du territoire de cette ancienne commune, les parties aval du Ruisseau de Coëthuan et du Ruisseau de Kergouët, affluents de rive droite de l'Ével, le traverse (pour le premier cité) ou le longe (pour le second cité). Le sud de son territoire communal est traversé par deux modestes  affluents de rive gauche, qui confluent avec l'Ével à proximité du Pont Saint-Claude.
Le paysage agraire traditionnel de cette ancienne commune est celui du bocage avec un habitat dispersé en de nombreux écarts formés de hameaux (villages) et fermes isolées. Éloignée des grandes villes, Moustoir-Remungol n'est guère concerné par la rurbanisation et la périurbanisation, même si quelques modestes lotissements existent au sud et à l'est du bourg traditionnel.
Remungol n'est desservi que par des axes routiers secondaires, le principal étant la D 1, qui vient côté sud de Vannes et Locminé et se poursuit vers le nord en direction de Pluméliau.

## Toponymie
Le nom de la localité est attesté sous les formes Remugol, Remungol et Reguincol en 1264, Remulgot et Remungol en 1263, Remungol en 1296 et 1306, Remengol en en 1373, Remungol en en 1453, Remulgol en 1461.
Remungol est à mettre en relation avec le toponyme Rumengol dans le Finistère. (Remengol en breton).
Remungol est mentionné sous les formes Remugol aliàs Remungol  en 1264 , puis Remungol parrochia en 1273.
Le sens du toponyme Remungol est resté mystérieux et a donné naissance à des interprétations aussi nombreuses que fantaisistes : certaines propositions, édifiantes, datent du XVIIe siècle. Une étymologie populaire fait notamment référence à Notre-Dame de Remet-Oll (cadran solaire du porche sud de l'église, datant de 1638, traduit aux fonts baptismaux en 1660 : « A Notre-Dame de Tout Remède »). Des hypothèses issues du celticisme du XIXe siècle proposent comme origine "Ru mein goll" (pierre rouge de lumière), ayant pu faire évoquer des sacrifices païens. On trouve aussi Ru mein guenol (pierre rouge de Guénolé) ou "Ruz men goolou deiz" (pierre rouge à la lumière du point du jour).
Le nom de la commune est Remengol en breton.
En gallo, le nom de la localité est Rmingol, prononcé [rmɛ̃gɔl].

## Histoire

### Moyen-Âge
Des vestiges d’un camp retranché datant du XIe siècle environ subsistent à Her-Hastel.
Remungol dépendait autrefois de la paroisse de Pluméliau.
La seigneurie de Kergrois (ou Kergrois) appartenait en 1280 à la famille d'Avaugour, avant de passer à la suite d'un mariage aux mains de la famille Marchecoul.
En juin 1296 Henri de Kergouet, seigneur de Naizin, vendit au vicomte Alain de Rohan toutes les rentes qu'il possédait à Remungol.
En 1400 le manoir de Kergrois appartenait à M. de Kergrois, un descendant de la famille d'Avaugour ; le Polsan, à Jean Guillard ; le manoir du Breil, à Jean Le Godec ; le manoir de Keresequel à Jean de Keraudren et Coët-Hardenion à Jean Le Beaudoin.
Selon un aveu de 1471, Remungol était, au sein de la Vicomté de Rohan, une des 46 paroisses ou trèves de la seigneurie proprement dite de Rohan.

### Temps modernes

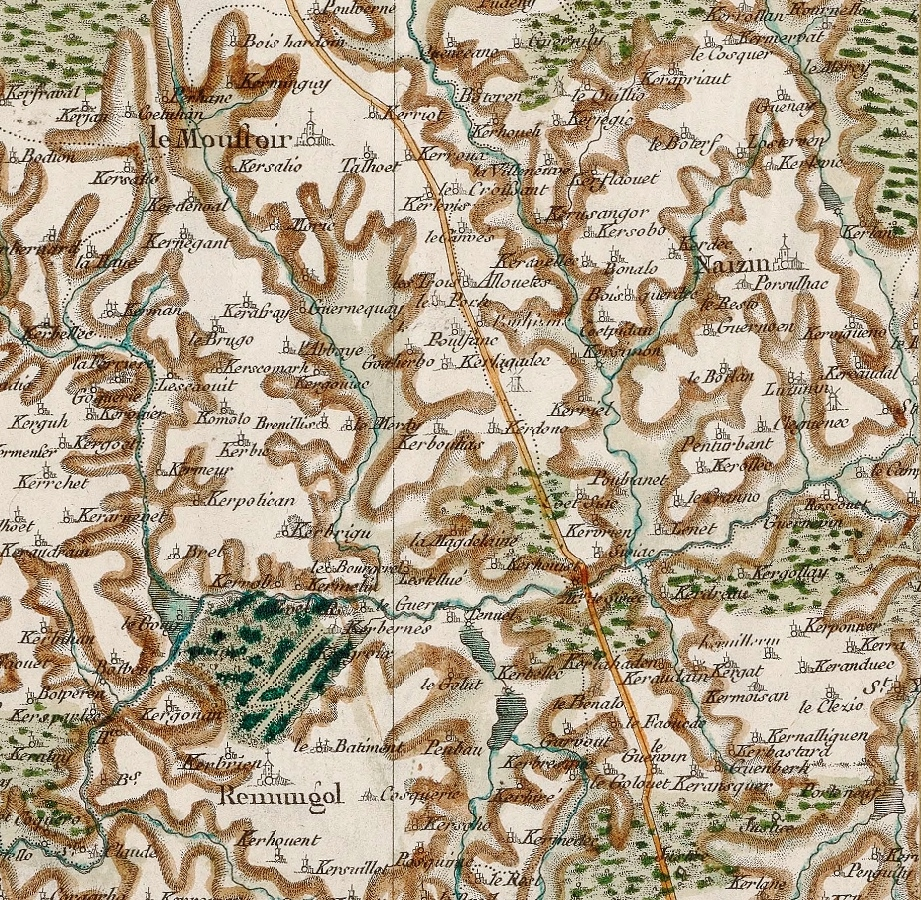
Carte de Cassini de la future commune nouvelle d'Évellys (paroisses de Naizin et Remungol et trève du Moustoir) datant de 1789.

En 1651 la seigneurie et le château de Kergrois sont achetés par la famille de Lambilly [Lambily] qui en resta propriétaire jusqu'à la fin du XIXe siècle. Kergrois était initialement une baronnie et juveigneurie de la maison de Rohan, comprenant « le manoir, avec cour, portail, chapelle, prison, fuye, jardin, futaie, forges, trois viviers, deux étangs, droits de chasse et de pêche ; haute justice avec fourches patibulaires à quatre pôts (piliers), sept et collier ; prééminences , enfeu, banc, lizière armoriée et écussons dans l'église de Remungol ; droit de quatre foires annuelles dans ce bourg, au lieu-dit "du Bâtiment" les 28 avril, 16 juin, 27 août et 12 novembre ; rôle, tenues, bailliages et dixmes à la onzième gerbe ».
Le 27 juillet 1719 Pierre-Joseph de Lambilly réunit en son château de Kergrois les principaux membres de la conspiration de Cellamare, dont il était l'un des chefs depuis l'"Acte d'Union" signé à Rennes le 15 septembre 1718 par des gentilshommes bretons, dont le marquis de Pontcallec.
Jean-Baptiste Ogée décrit ainsi Remungol en 1778 :

« Remungol, à 7 lieues au Nord-Nord-Ouest de Vannes, son évêché ; à 20 lieues de Rennes et à 4 lieues de Pontivi, sa subdélégation. Cette paroisse ressortit à Ploërmel, et compte 2 000 communiants, y compris ceux du Moustoir, sa trève. La cure est à l'alternative. Le territoire, arrosé de la rivière d'Évelle, est un pays plat et couvert d'arbres et de buissons. (...). Les terres de Kerveno, Meneguen et Keraaron ont chacune une basse justice, et appartiennent à M. de Lambili [Lambily], qui possède encore dans la même paroisse une verrerie qui fut construite sur les ruines d'une forge à fer. »

### Révolution française
L'an VII, un prêtre de Locminé, Jean-Marie Le Dastumer, qui lisait son bréviaire dans les environs du village de Kerascouët en Remungol, fut surpris par quatre soldats républicains qui le tuèrent à coups de baïonnette.
Émile Sageret écrit que vers 1798 « depuis Pontivy jusqu'à Locminé, tous les jeunes gens étaient aux chouans, disait-on, sauf à Noyal-Pontivy où les royalistes ne comptaient encore aucune recrue et au Moustoir-Remungol  où il n'y en avait que deux ».

### LeXIXesiècle
Un nouveau château de Kergrois est construit en 1840 par Thomas-Hippolyte, marquis de Lambilly et baron de Kergrois.
Le 15 juillet 1843 trois gendarmes de la brigade de Moustoir-Remungol tentèrent d'arrêter trois réfractaires dans le village de Briero (probablement Bréguéro, en Remungol) ; ces derniers tuèrent d'un coup de fusil l'un des gendarmes et parvinrent à prendre la fuite. Le 9 août 1845 une bande d'une quarantaine d'hommes armés de fusils ou de pistolets (plusieurs venant de la région de Plumelin, Auray et Sainte-Anne-d'Auray), se rassembla dans le bois de Coëthuan, entre Saint-Thuriau et Moustoir-Remungol : ces « bandits » (probablement des chouans légitimistes) avaient auparavant envahi des maisons et rançonné leurs habitants, principalement à Saint-Thuriau. Les habitants étaient majoritairement royalistes , par exemple le 26 juillet 1852 les paroissiens de Remungol firent célébrer un service solennel pour le repos de l'âme de Joseph de Cadoudal, frère de Georges Cadoudal, qui venait de décéder.

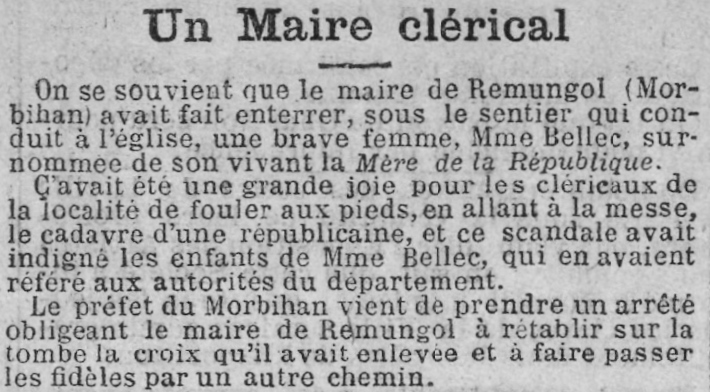
Article du journal La Lanterne évoquant le sort fait à une concitoyenne décédée partisane de la République par le maire clérical de Remungol, Mathurin Onno, en 1884.

A. Marteville et P. Varin, continuateurs d'Ogée, ont ainsi décrit Remungol en 1853 :

« Remungol (commune formée de l'ancienne paroisse de ce nom, moins Le Moustoir, sa trève, devenue commune ; aujourd'hui succursale ; chef-lieu de perception. (...) Superficie totale 2 698 hectares, dont (...) terres labourables 918 ha, prés et pâturages 193 ha, bois 209 ha, vergers et jardins 60 ha, landes et incultes 1 233 ha, étangs 19 ha (...). Il y a foire au village du Bâtiment le 28 avril, le mercredi de Pâques, le 17 juin, le 11 novembre et le 27 décembre. On parle le breton. »

Lors des élections législatives de 1876 « dans la commune de Remungol, au lieu de voter à la manière ordinaire, on faisait voter les électeurs par la fenêtre (...). Chaque électeur apportait son bulletin, le bulletin était pris par l'un des membres du bureau, lequel était composé d'amis de M. le comte de Mun, et on déposait le bulletin dans l'urne. Vous voyez que la sincérité du scrutin n'était pas garantie » déclare à la Chambre des députés le député républicain Charles-Ange Laisant.
En 1882 le maire de Remungol, Mathurin Onno, fut un temps suspendu par le préfet du Morbihan, ce qui provoqua une vigoureuse protestation du conseil municipal, lequel écrivit « qu'on peut suspendre les maires comme on détruit la liberté, mais que faire plier des catholiques et des Bretons, c'est au-dessus des forces de la République. Catholiques et Bretons toujours, et vive la liberté ! ». Ce même maire fit enterrer sous le sentier public menant à l'église le corps d'une républicaine décédée « de telle sorte que tout passant puisse marcher sur le cadavre, le fouler aux pieds ».
En octobre 1882 le général de Charette, accompagné notamment de M. de Lambily, rendit visite à ses « zouaves de Bignan et Remungol », déclarant notamment le ferme espoir que « la France touchait à sa délivrance », c'est-à-dire le retour de la monarchie.
En 1874 une épidémie de dysenterie fit 10 morts à Remungol pendant l'été 1873.

### LeXXesiècle

#### La Belle Époque
Le 30 novembre 1902 plusieurs maires de la région, dont Mathurin Onno, maire de Remungol, réunis à Pontivy, signent un texte dans lequel ils refusent de surveiller si les prêtres de leur paroisse utilisent la langue française, et non la langue bretonne, lors des leçons de catéchisme et des instructions religieuses.

#### La Première Guerre mondiale

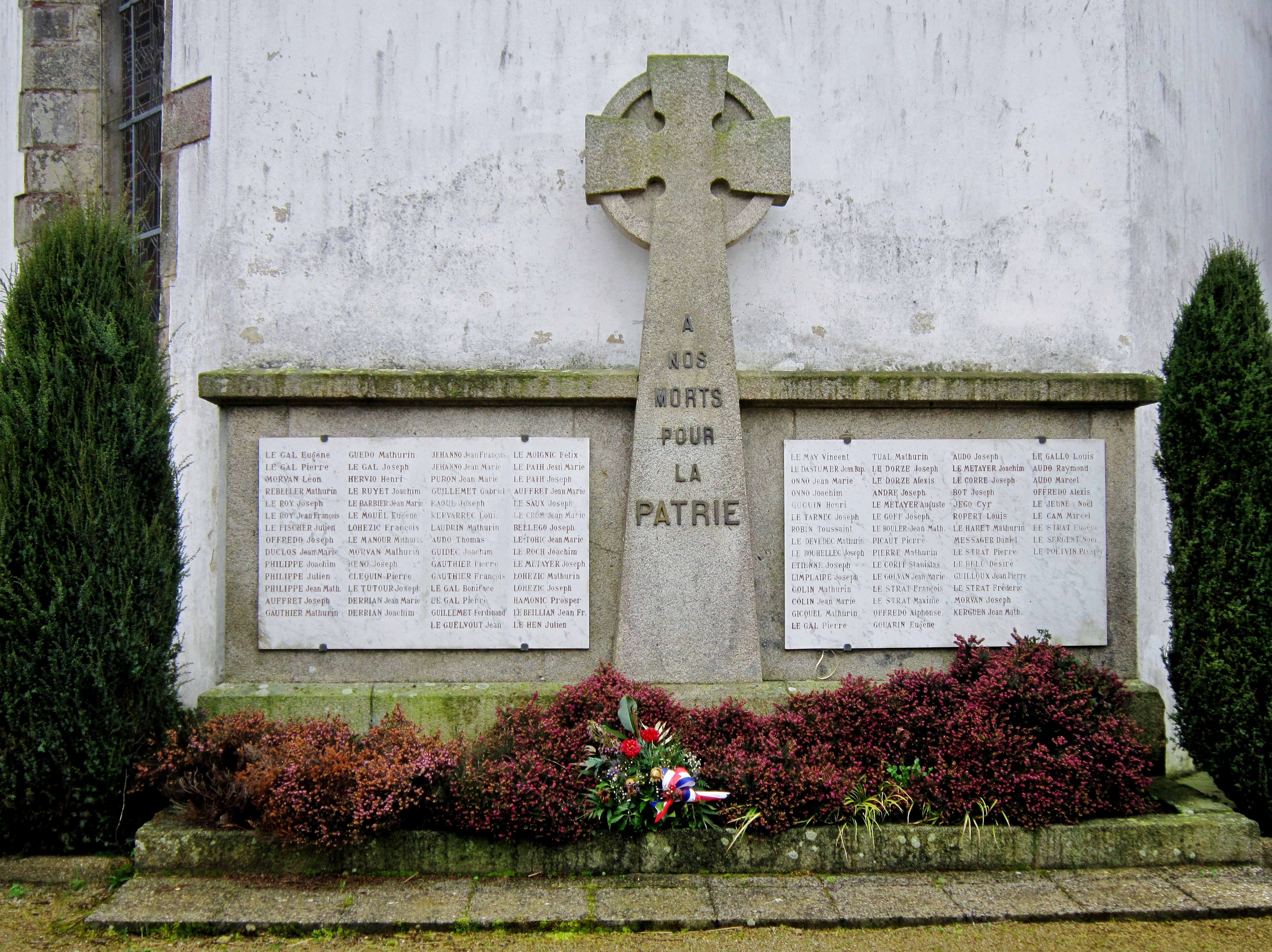
Le monument aux morts de Remungol.

Le monument aux morts de Remungol porte les noms de 99 soldats morts pour la France pendant la Première Guerre mondiale ; parmi eux, trois (Auguste Le Métayer, Pierre Le Strat et Mathurin Philippe) sont morts à Maissin (Belgique) dès le 22 août 1914 ; Toussaint Robin est mort de maladie en Grèce en mai 1918 ; tous les autres sont morts sur le sol français.
Le 8 décembre 1916, Gratien Le Cornec, maire de Remungol, est condamné par le tribunal de Pontivy « pour avoir refusé d'obtempérer aux rdres de réquisition du président de la commission de ravitaillement de Vannes ».

#### L'Entre-deux-guerres

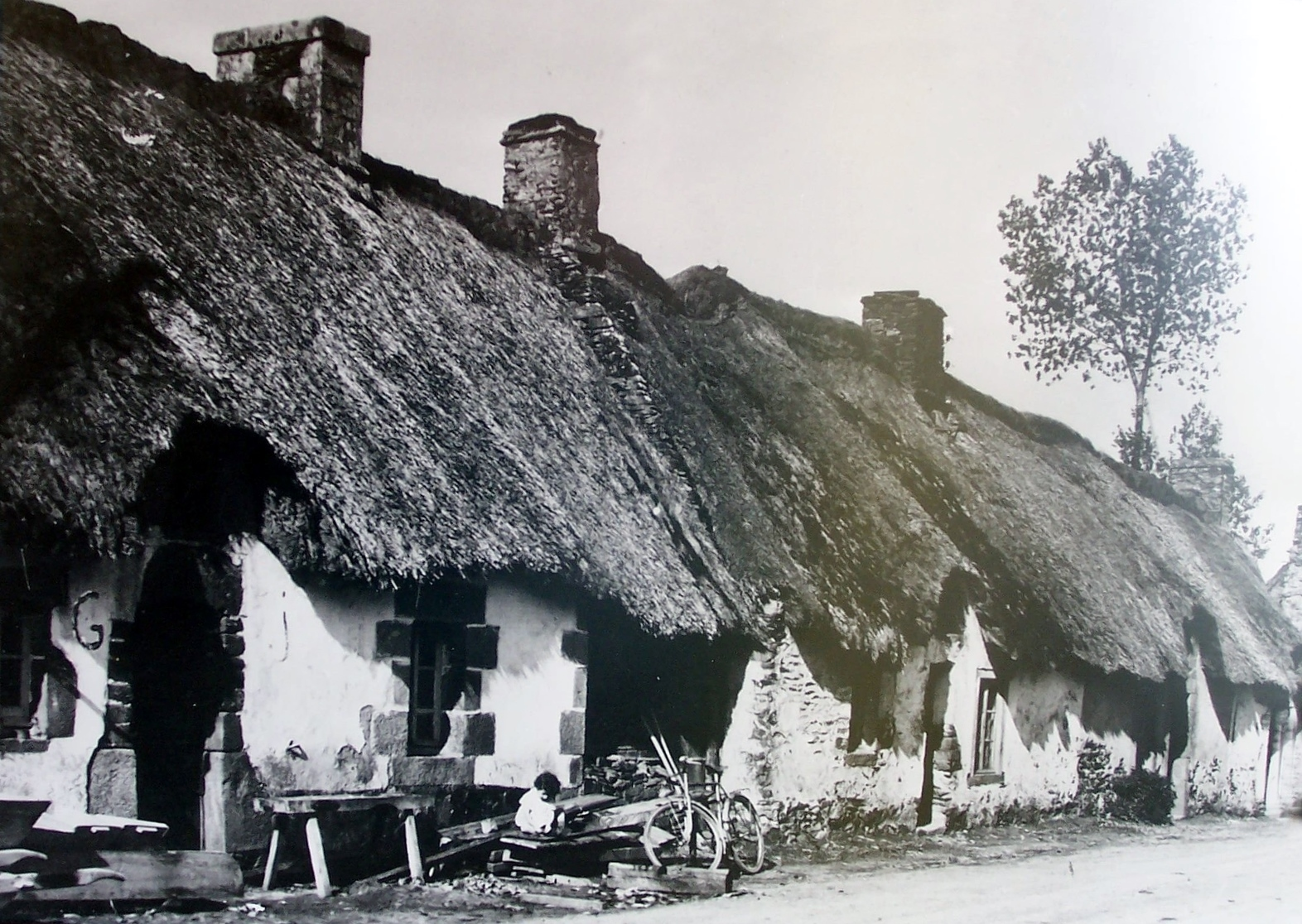
Remungol : chaumières de la rue du Bâtiment au début du XXe siècle.
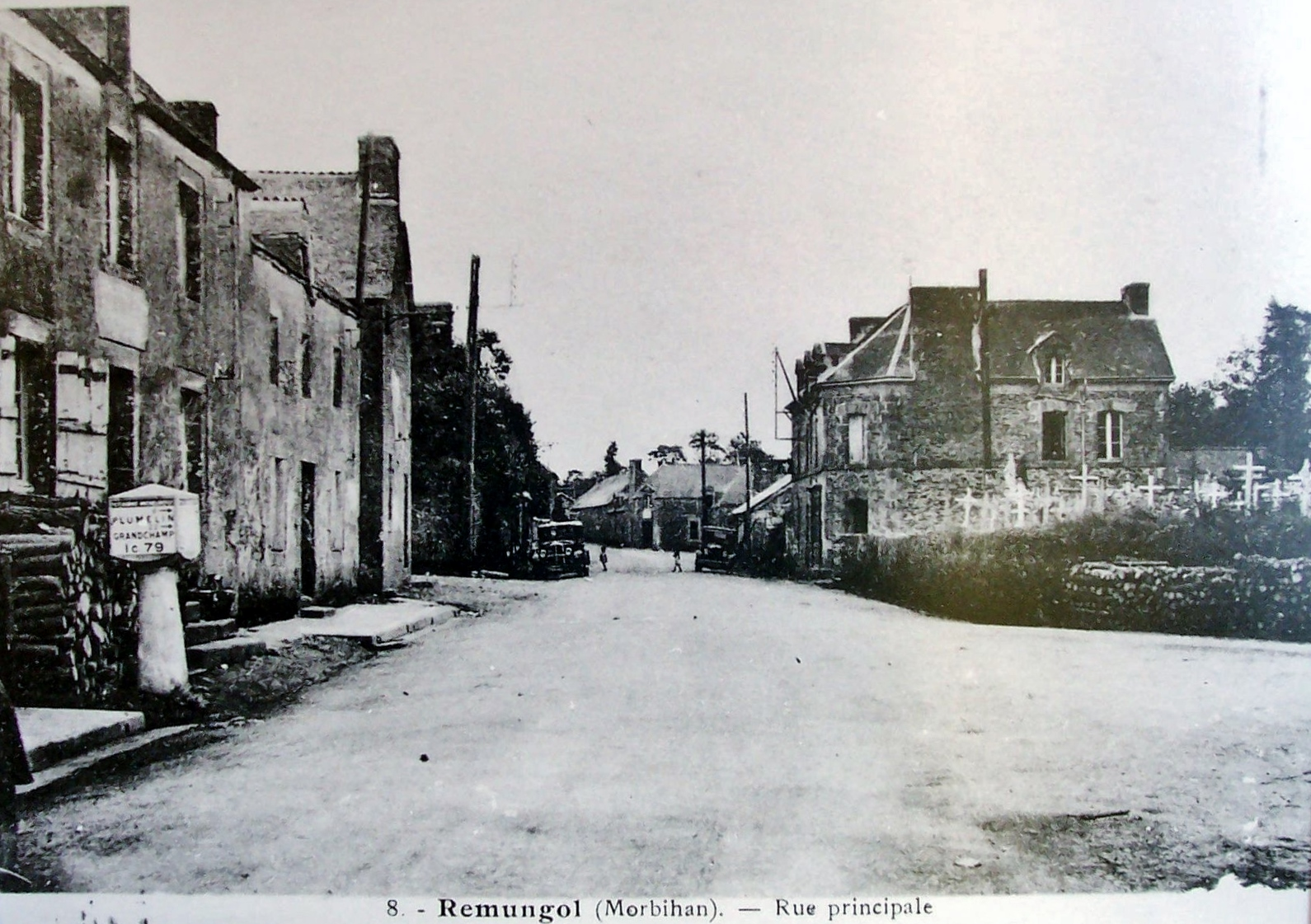
Remungol : la rue principale et le cimetière vers 1920 (carte postale).
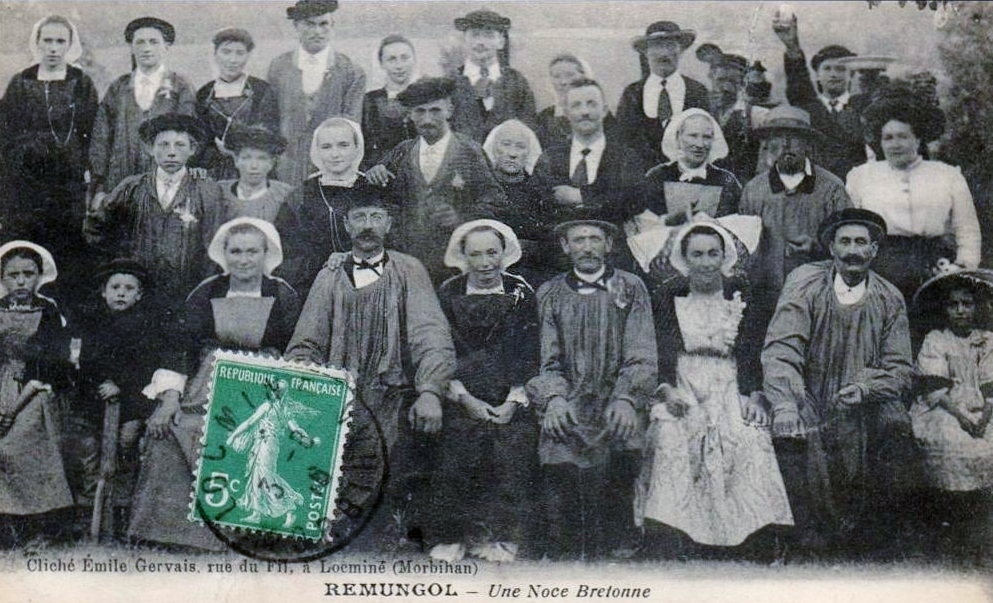
Noce bretonne à Remungol vers 1920 (carte postale Émile Gervais).
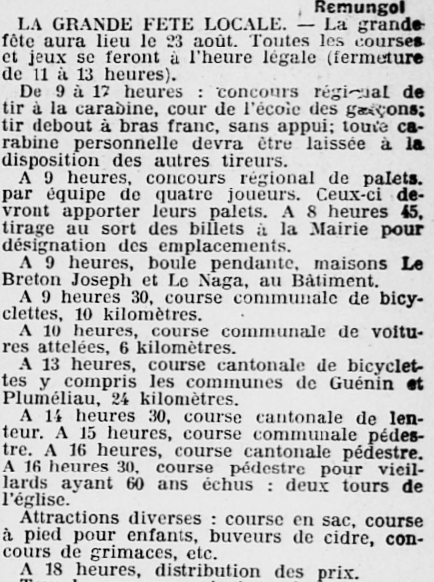
Le programme de la fête locale du 23 août 1925.

En 1922 l'école laïque de Remungol accuillait 122 élèves et n'avait que deux instituteurs.

#### La Seconde Guerre mondiale
Le monument aux morts de Remungol porte les noms de 6 personnes mortes pour la France pendant la Seconde Guerre mondiale, dont 4 soldats (Marcel Audo, Marcel Le Cam, Noël Le Jeune et Raymond Audo, ce dernier en Allemagne où il était prisonnier) tués au printemps 1940 lors de la Bataille de France ; Louis Le Gallo est aussi mort en Allemagne, dans la Sarre, dès le 13 septembre 1939, de même qu'Alexis Offredo, ce dernier le 12 janvier 1941 alors qu'il était en captivité.
Le journal alors collaborationniste Les Tablettes du soir évoque en août 1943 l'irruption chez un cultivateur de la commune, d'une dizaine d'individus armés qu'il qualifie de terroristes (des résistants ?) qui auraient volé 6 000 francs et mis le feu à la ferme.

#### L'après Seconde Guerre mondiale
Après la guerre, des prisonniers allemands ont été hébergés à Rumengol. Le journal L'Espoir du Morbihan, dans son numéro du 8 juin 1947, se plaint que le 25 mai ceux-ci « ont eu un comportement scandaleux et se sont livrés à de bruyantes manifestations ».

### LeXXIesiècle
Remungol fusionne avec les communes de Naizin et Moustoir-Remungol au sein de la commune nouvelle d'Évellys le 1er janvier 2016.

## Politique et administration
| Période                                  | Période              | Identité                        | Étiquette | Qualité                                                                                       |
| ---------------------------------------- | -------------------- | ------------------------------- | --------- | --------------------------------------------------------------------------------------------- |
| Les données manquantes sont à compléter. |                      |                                 |           |                                                                                               |
| avant 1820                               | 1835                 | Le Bouler                       |           |                                                                                               |
| 1835                                     | 1843                 | Guillouzo                       |           | Conseiller d'arrondissement.                                                                  |
| 1844                                     | 1871                 | François Le Guéhennec           |           | Cultivateur.                                                                                  |
| 1871                                     | 1876                 | Mathurin Jegouzo                |           | Cultivateur.                                                                                  |
| 1876                                     | 1878                 | Joseph Onno                     |           | Cultivateur.                                                                                  |
| 1878                                     | 1904                 | Mathurin Onno                   |           | Propriétaire cultivateur à Kerscomar.                                                         |
| 1904                                     | 1906                 | Gratien Le Cornec               |           |                                                                                               |
| 1906                                     | 1910                 | Jean Pierre Le Cornec           |           |                                                                                               |
| 1911                                     | mai 1929             | Gratien Le Cornec               |           | Déjà maire entre 1904 et 1906.                                                                |
| mai 1929                                 | après 1938           | Jean Vincent Martin             |           |                                                                                               |
| Les données manquantes sont à compléter. |                      |                                 |           |                                                                                               |
| avant 1946                               | février 1960 (décès) | Emmanuel de Lantivy (1903-1960) |           | Propriétaire                                                                                  |
| Les données manquantes sont à compléter. |                      |                                 |           |                                                                                               |
| mars 1965                                | mars 1989            | Jean Audo (1933-2012)           |           | Menuisier ébéniste, maire honoraire                                                           |
| mars 1989                                | mars 2001            | Jo Kervarrec (1935-2012)        |           | Dirigeant d'une entreprise de produits du sol, maire honoraire Adjoint au maire (1977 → 1989) |
| mars 2001                                | 31 décembre 2015     | André Guillemet                 |           | Retraité de l'agriculture                                                                     |

La création de la commune nouvelle d'Évellys entraîne la création d'une commune déléguée gérée par un maire délégué :
| Période                                  | Période  | Identité                                                                                             | Étiquette | Qualité |
| ---------------------------------------- | -------- | --- | --------- | ------- |
| 1er janvier 2016                         | En cours | André Guillemet par dérogation du 1er au 5 janvier confirmé par délibération municipale le 5 janvier | -         |         |
| Les données manquantes sont à compléter. |          | |           |         |

## Démographie
L'évolution du nombre d'habitants est connue à travers les recensements de la population effectués dans la commune depuis 1793. À partir du 1er janvier 2009, les populations légales des communes sont publiées annuellement dans le cadre d'un recensement qui repose désormais sur une collecte d'information annuelle, concernant successivement tous les territoires communaux au cours d'une période de cinq ans. 
Pour les communes de moins de 10 000 habitants, une enquête de recensement portant sur toute la population est réalisée tous les cinq ans, les populations légales des années intermédiaires étant quant à elles estimées par interpolation ou extrapolation. Pour la commune, le premier recensement exhaustif entrant dans le cadre du nouveau dispositif a été réalisé en 2005,.
En 2013, la commune comptait 955 habitants, en évolution de +0,53 % par rapport à 2008 (Morbihan : +3,47 %, France hors Mayotte : +2,49 %).
| 1793 | 1800  | 1806 | 1821  | 1831  | 1836  | 1841  | 1846  | 1851  |
| ---- | ----- | ---- | ----- | ----- | ----- | ----- | ----- | ----- |
| 955  | 1 000 | 974  | 1 144 | 1 013 | 1 304 | 1 083 | 1 343 | 1 377 |

| 1856  | 1861  | 1866  | 1872  | 1876  | 1881  | 1886  | 1891  | 1896  |
| ----- | ----- | ----- | ----- | ----- | ----- | ----- | ----- | ----- |
| 1 308 | 1 261 | 1 325 | 1 230 | 1 288 | 1 324 | 1 411 | 1 422 | 1 486 |

| 1901  | 1906  | 1911  | 1921  | 1926  | 1931  | 1936  | 1946  | 1954  |
| ----- | ----- | ----- | ----- | ----- | ----- | ----- | ----- | ----- |
| 1 511 | 1 466 | 1 522 | 1 512 | 1 402 | 1 405 | 1 302 | 1 248 | 1 112 |

| 1962  | 1968  | 1975 | 1982 | 1990 | 1999 | 2005 | 2010 | 2013 |
| ----- | ----- | ---- | ---- | ---- | ---- | ---- | ---- | ---- |
| 1 107 | 1 026 | 951  | 949  | 890  | 863  | 925  | 959  | 955  |

## Culture et patrimoine

### Lieux et monuments
- L’église Sainte-Julitte très remaniée, n'offre pas d'unité de style, et la tour carrée et massive du clocher lui donne un air austère. Mais l'intérieur est intéressant : le chœur est très décoré, les vitraux sont de style Art déco et le baptistère demeure très original. Une double statue évoque la sainte patronne de l'église, drapée d'une robe aux plis majestueux, sainte Julitte protégeant son enfant, et le futur saint Cyr.

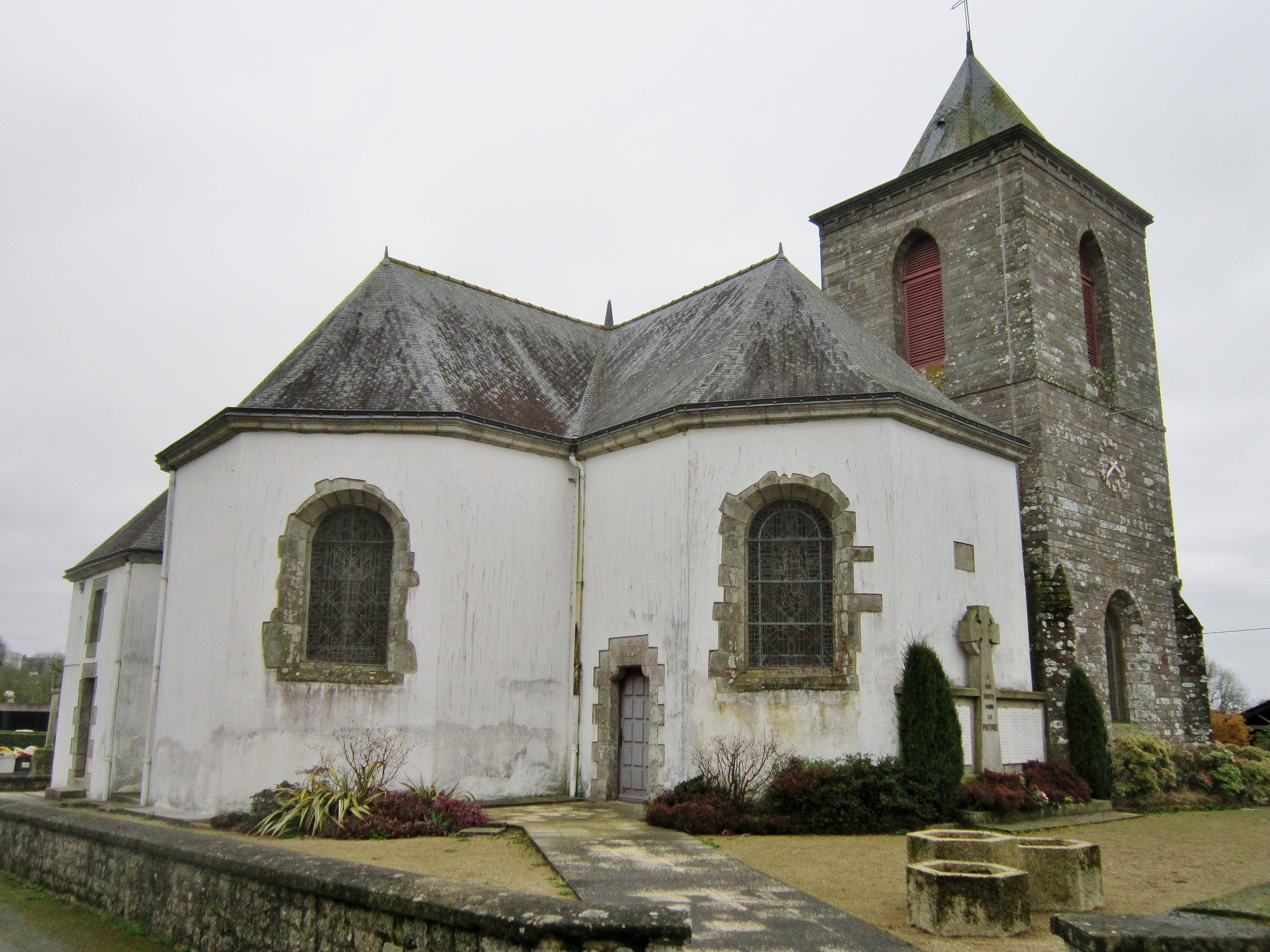
L'église paroissiale Sainte-Julitte de Remungol : vue extérieure d'ensemble.

- La fontaine Sainte-Julitte date du XVIe siècle. Son bassin est dominé par une arcade. Deux colonnes servant de piédestal aux statuettes de la Vierge et de saint Jean soutiennent l'ensemble de l'appareil tandis qu'au centre trône une statuette en plâtre de sainte Julitte et de saint Cyr[38]. La fontaine et son enceinte sont classées monument historique depuis l'arrêté du 20 mars 1934.

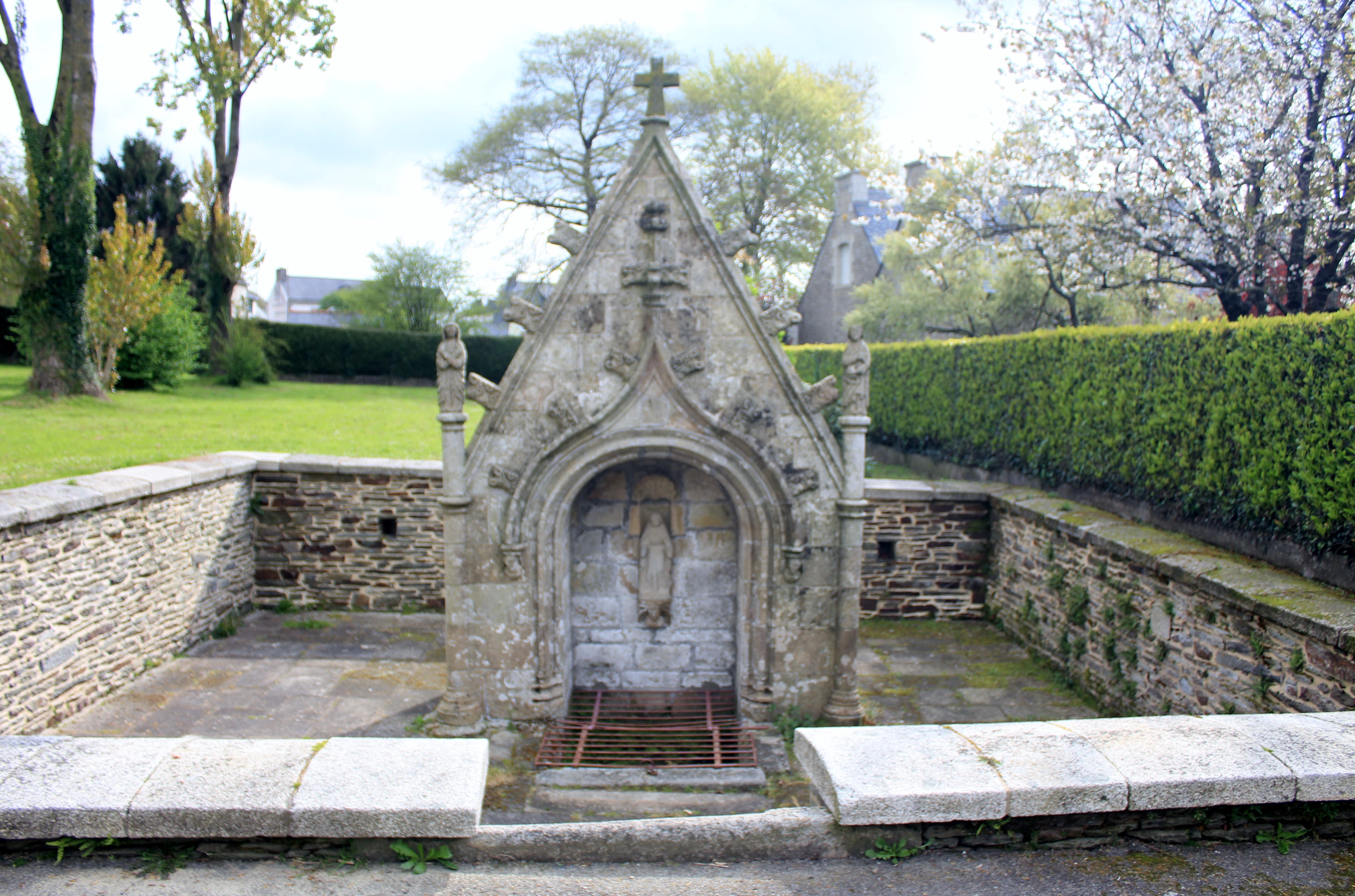
Fontaine Sainte-Julitte : vue d'ensemble.
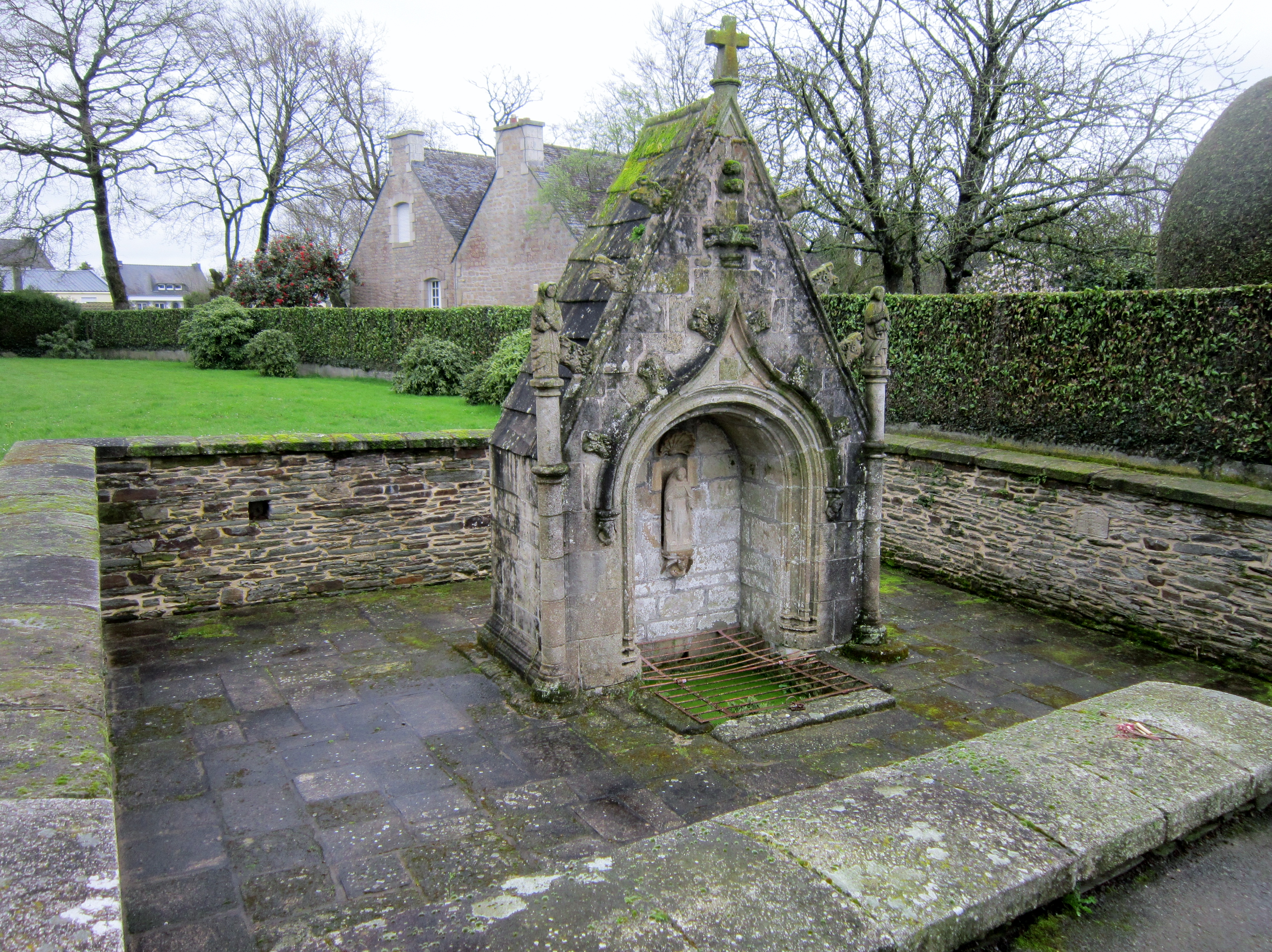
Fontaine Sainte-Julitte : vue d'ensemble.
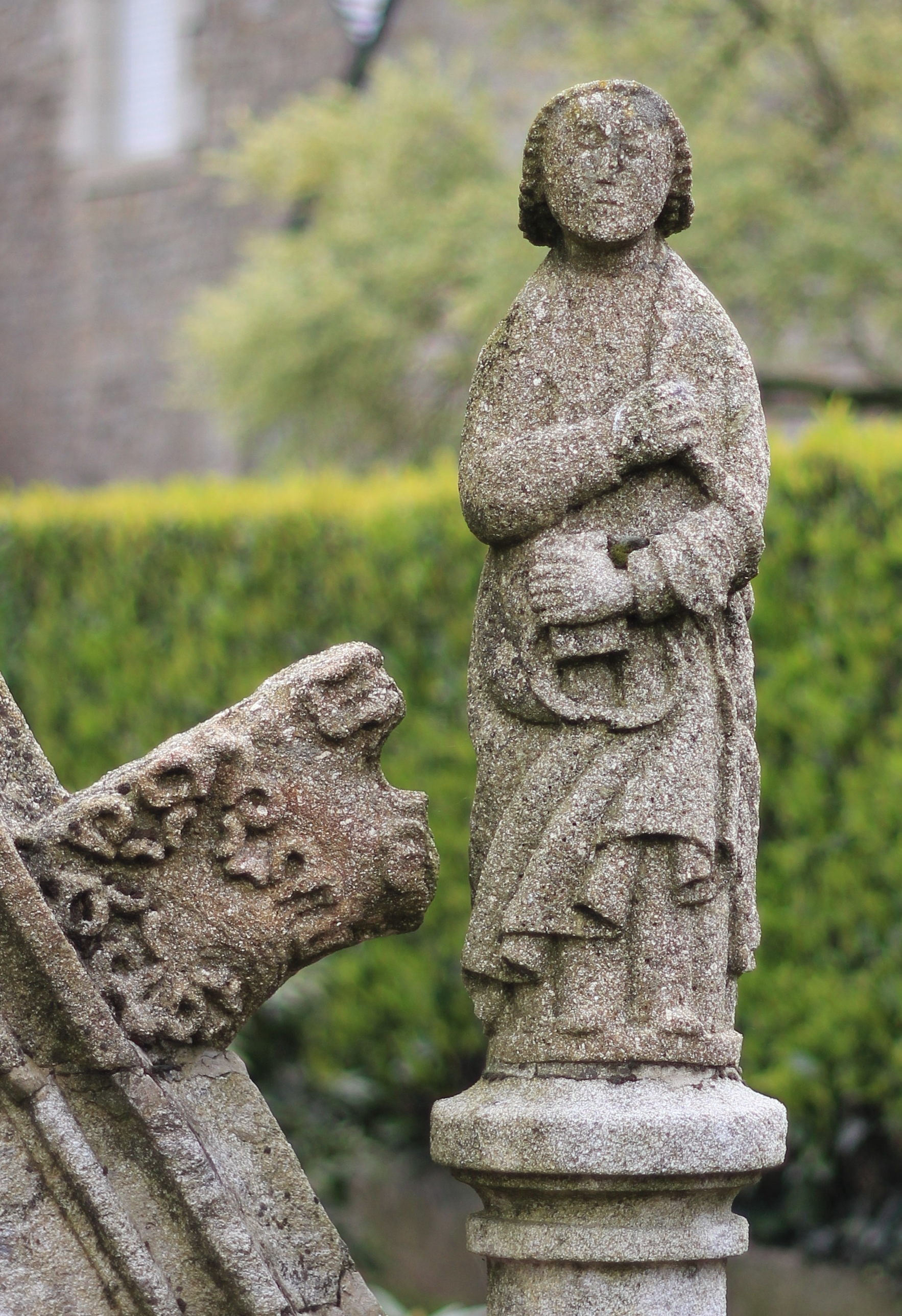
Fontaine Sainte-Julitte : vue partielle.
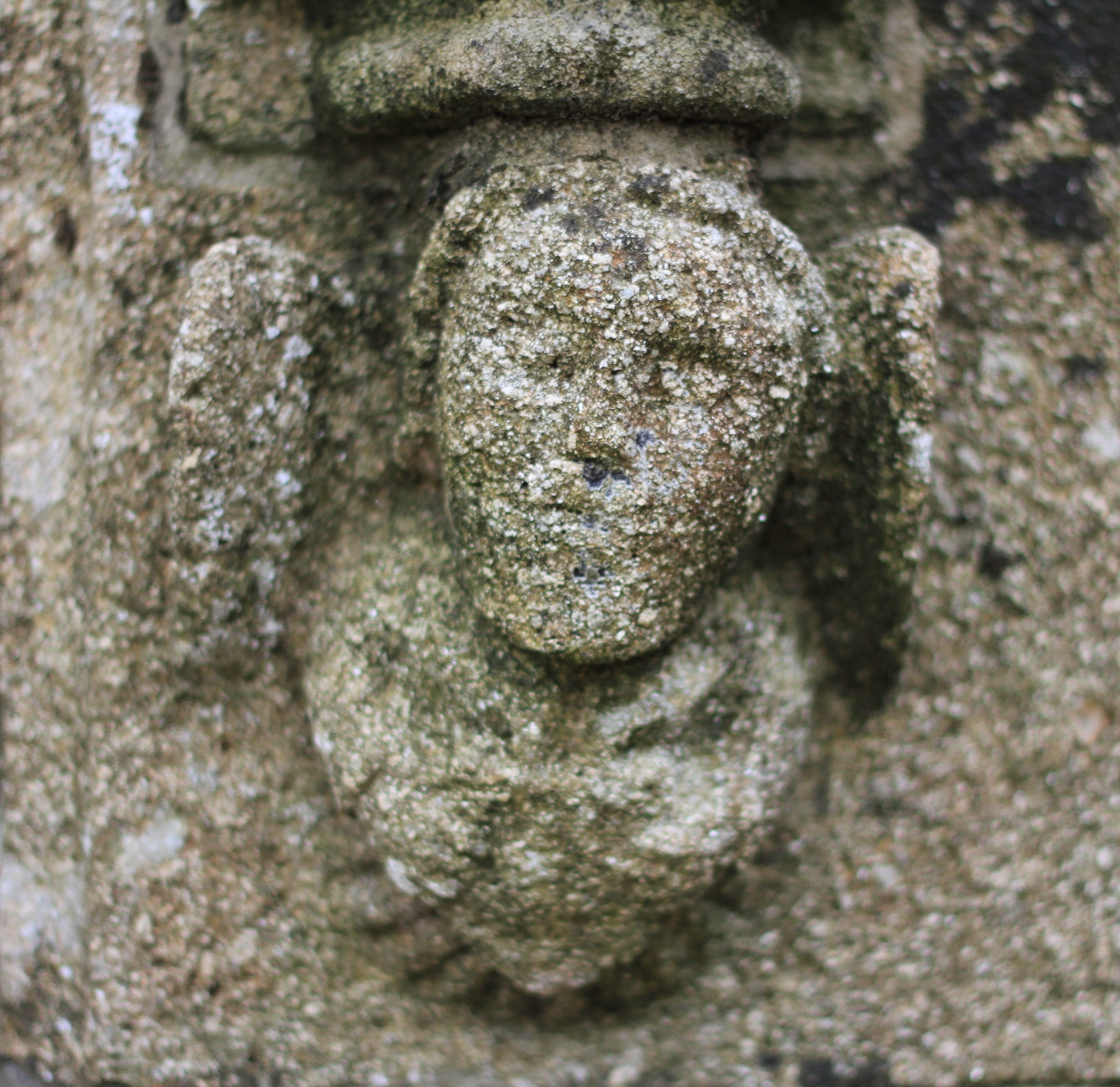
Fontaine Sainte-Julitte : un détail.

- Le calvaire de Remungol.

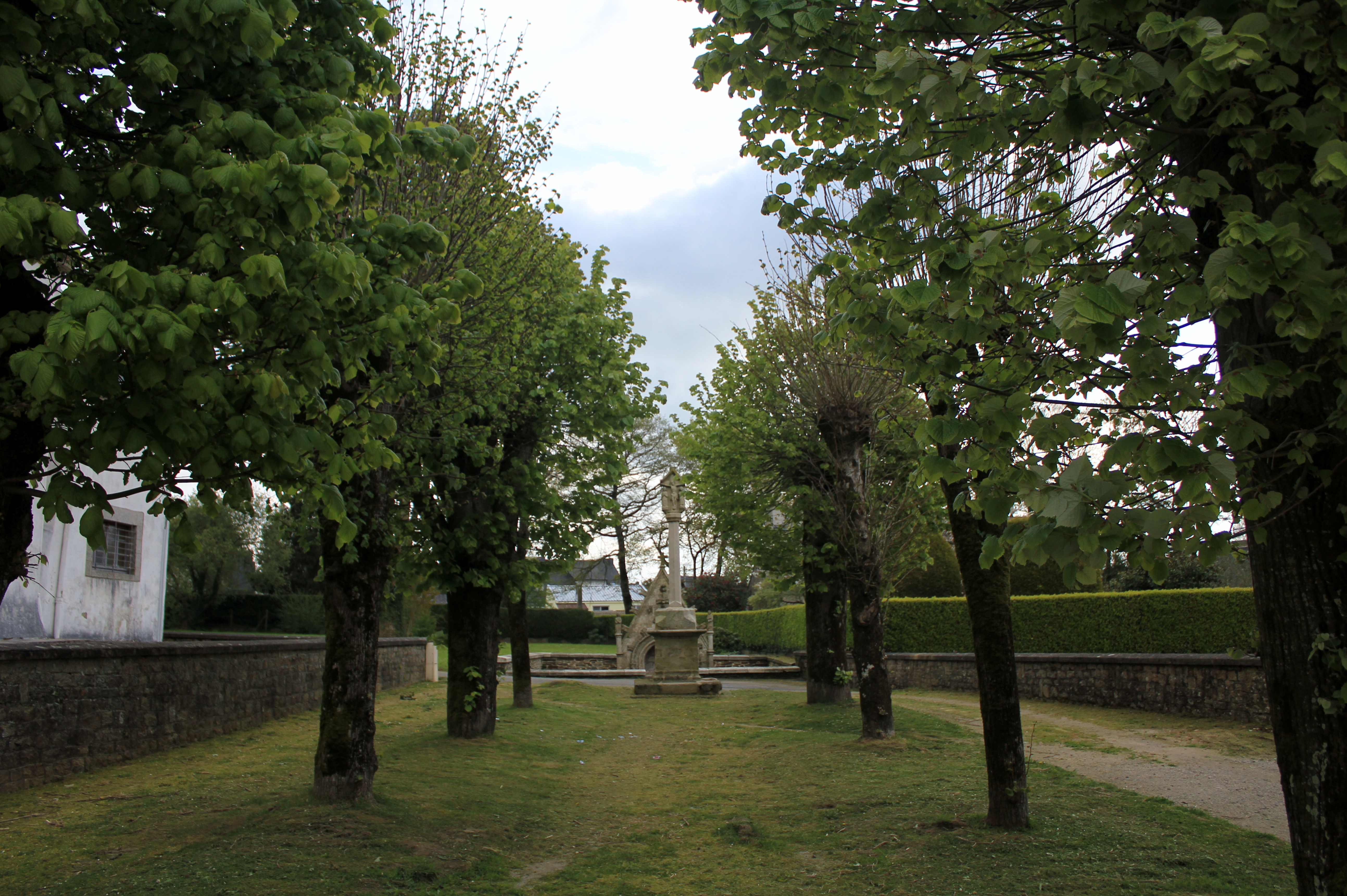
Calvaire de Remungol : vue générale.
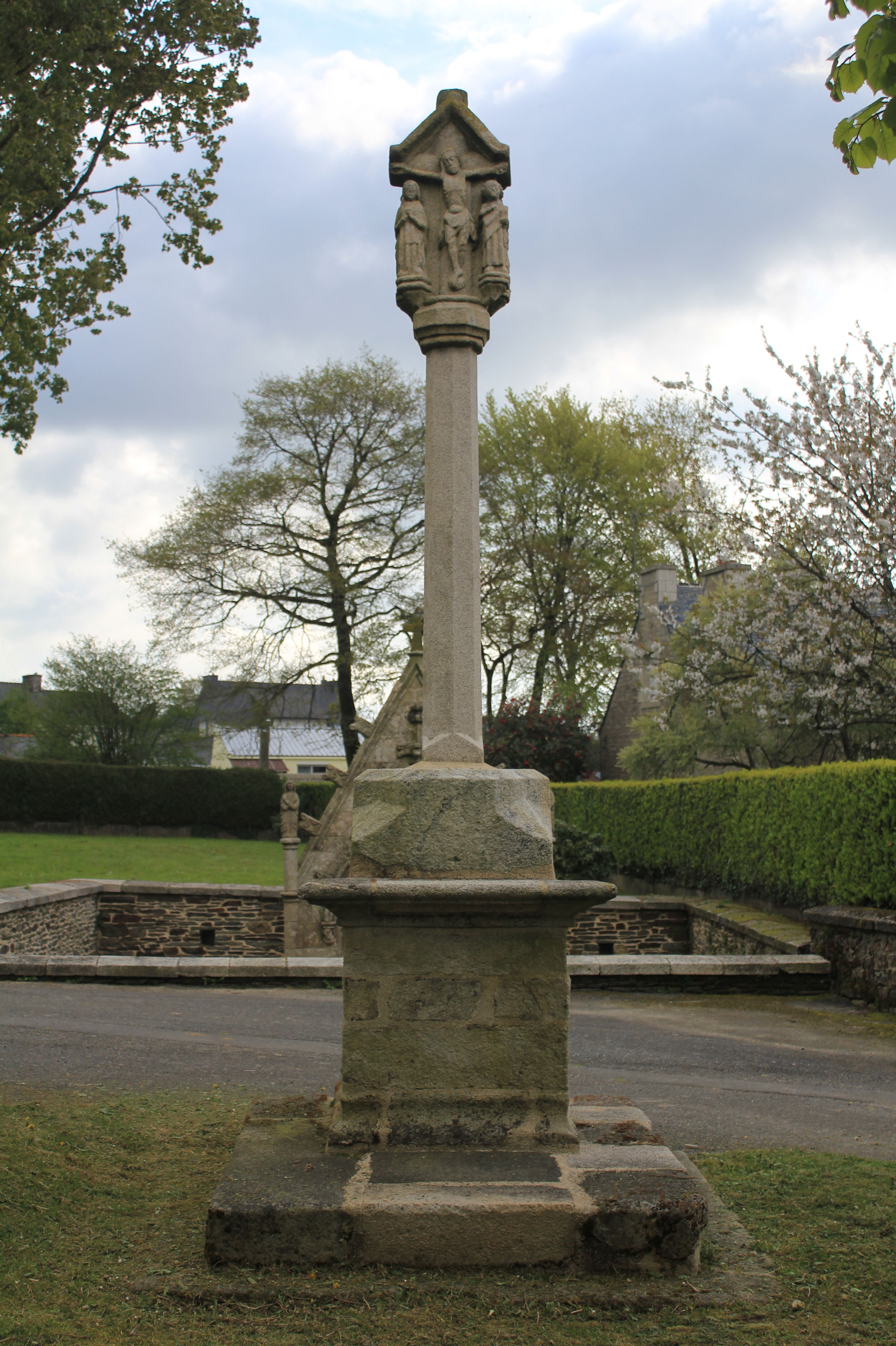
Calvaire de Remungol : vue d'ensemble.
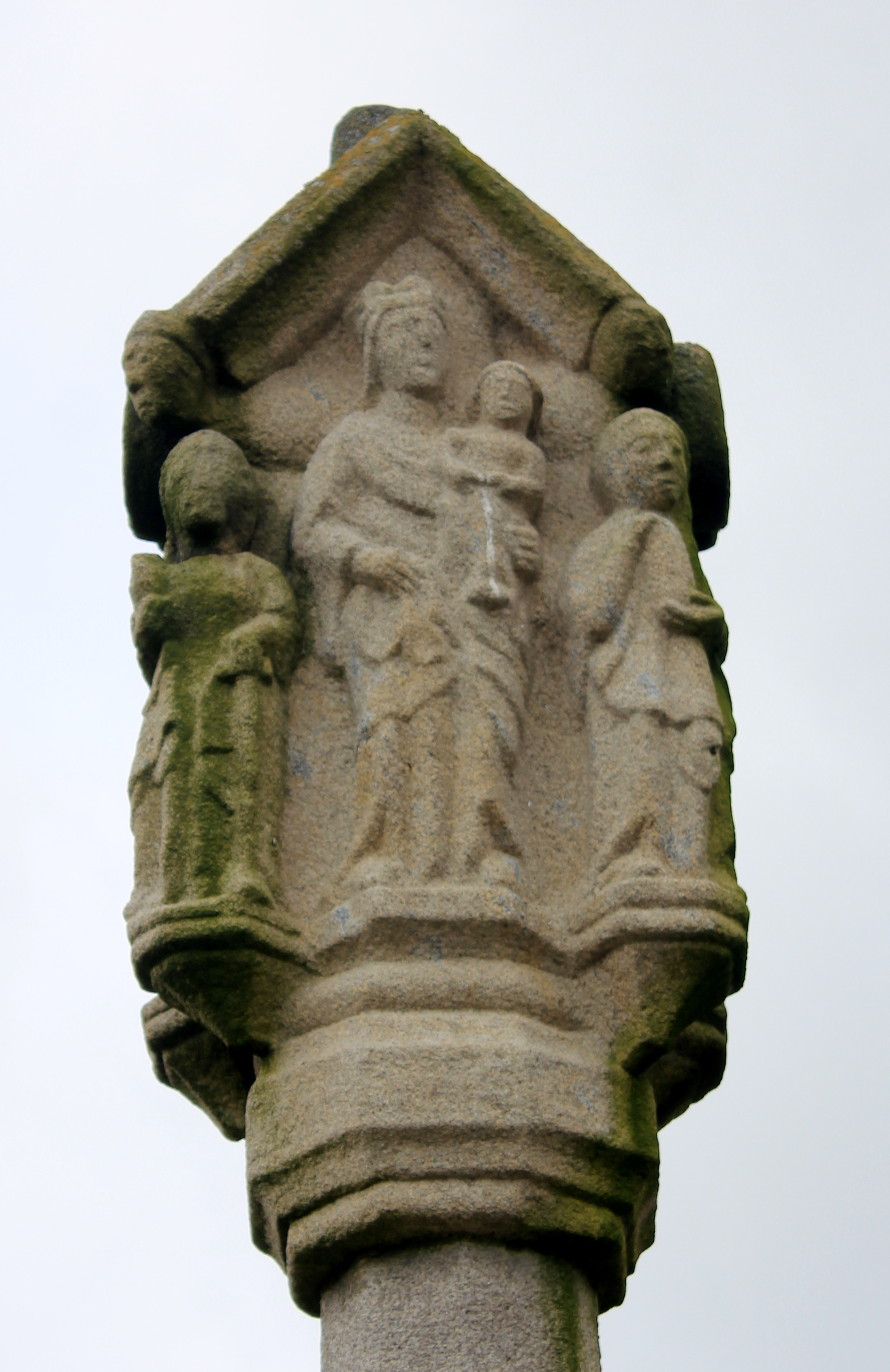
Calvaire de Remungol : partie sommitale.

- Le château de Kergroix (il ne se visite pas) et sa belle allée forestière.

### Héraldique
|  | Les armoiries de Remungol se blasonnent ainsi : De sinople à la fasce cousue d’azur, à la croix brochante, formée de quatre tours de sable maçonnées d’argent, celle du chef couverte ; à l’écu en losange d’or chargé de sainte Julitte d’argent, brochant en cœur sur le tout et accompagné en chef dextre d’un feu au naturel, en chef senestre d’un bouchon de verre d’argent, en pointe dextre d’une corde tortillée d’or et en chef senestre de deux clochers d’argent, essorés de sable, rangés en bande, celui de la pointe brochant sur l’autre. |

## Personnalités liées à la commune
- Bruno Roussel, ancien directeur sportif de l'équipe Festina, fils d’Ange Roussel.
- Jean Gainche, coureur cycliste  né le 12 août 1932 à Remungol. Routier-sprinter, il gagne une étape du Tour de France 1958.